# Algidia chiltoni
Algidia chiltoni är en spindeldjursart. Algidia chiltoni ingår i släktet Algidia och familjen Triaenonychidae.

## Underarter
Arten delas in i följande underarter:
- A. c. chiltoni
- A. c. longispinosa
- A. c. oconnori